# Polynema gigas
Polynema gigas är en stekelart som beskrevs av Perkins 1910. Polynema gigas ingår i släktet Polynema och familjen dvärgsteklar. Inga underarter finns listade i Catalogue of Life.